# Сырдарьинский район (Кызылординская область)
Сырдарьинский район (каз. Сырдария ауданы) — административная единица второго уровня в составе Кызылординской области Казахстана.
Административный центр района — село Теренозек.
Территорию района пересекает с востока на запад река Сырдарья.
По территории района проходят автомобильная трасса Самара — Шымкент и железная дорога Оренбург — Ташкент.

## История
28 января 1958 года центр Сырдарьинского района был перенесён из Кзыл-Орды в посёлок Тас-Бугет.

## Население
Национальный состав (на начало 2019 года):
- казахи — 38 203 чел. (98,36 %)
- русские — 317 чел. (0,82 %)
- чеченцы — 133 чел. (0,34 %)
- корейцы — 40 чел. (0,10 %)
- узбеки — 48 чел. (0,12 %)
- татары — 22 чел. (0,06 %)
- башкиры — 12 чел. (0,03 %)
- молдаване — 9 чел. (0,02 %)
- немцы — 10 чел. (0,03 %)
- другие — 47 чел. (0,12 %)
- Всего — 38 841 чел. (100,00 %)

## Административное деление
1. Посёлок Теренозек
2. Айдарлинский сельский округ
3. Акжарминский сельский округ
4. Амангельдинский сельский округ
5. Бесарыкский сельский округ
6. Жетикольский сельский округ
7. Сельский округ имени Ильясова
8. Сельский округ имени Калжан Ахуна
9. Когалыкольский сельский округ
10. Сейфуллинский сельский округ
11. Сельский округ имени Токмаганбетова
12. Шаганский сельский округ
13. Ширкейлийский сельский округ
14. Инкардарьинский сельский округ

## Известные уроженцы района
- Алшинбай, Мухтар Рахымулы — доктор технических наук (1969), профессор (1973), член-корреспондент АН (1992), заслуженный деятель науки Казахстана (1980).
- Майканова, Сабира — казахская актриса, народная артистка СССР (1970).
- Газиза Абдинабиева — казахская актриса, заслуженная артистка Казахстана.
- Кудерикожа Кошекулы